# Hypnotizing Mother-in-Law
Hypnotizing Mother-in-Law è un cortometraggio muto del 1908 diretto da Gilbert M. 'Broncho Billy' Anderson. Non si conoscono altri dati del film.

## Produzione
Il film fu prodotto dalla Essanay Film Manufacturing Company.

## Distribuzione
Il film - un cortometraggio di una bobina - uscì nelle sale cinematografiche USA il 18 marzo 1908.